# Енн Ширлі (аніме)
«Енн Ширлі» (яп. アン・シャーリー, An Shārī) — аніме-телесеріал, створений студією The Answer Studio та режисером Хіроші Кавамата. Заснований на романі «Енн із Зелених Дахів» Люсі Мод Монтгомері, прем'єра серіалу відбулася у квітні 2025 року. Адаптація манґи, заснована на перекладі 1952 року Ханако Мураока та ілюстрована Акане Хошікубо, почала серіалізацію в онлайн-журналі B's Log Comic видавництва Enterbrain у січні 2025 року.

## Персонажі
Енн Ширлі (яп. アン・シャーリー, An Shārī)
Сейю: Хонока Іноуе
Юна 11-річна дівчинка, яка походить з притулку. Вона має живу уяву і звикає до свого життя у Зелених Дахах на Острові Принца Едварда. Вона може бути запальною, особливо коли люди кепкують з її зовнішності, включаючи її руде волосся.
Марілла Катберт (яп. マリラ・カスバート, Marira Kasubāto)
Сейю: Ая Накамура
Прийомна мати Енн, яка спочатку не впевнена щодо Енн, оскільки вони з Метью мали отримати хлопчика з притулку, а не дівчинку, але згодом прив'язується до неї. Вона може бути суворою та вимогливою до Енн, намагаючись прищепити їй дисципліну, але також прощає, оскільки починає любити жвавість та радість Енн.
Метью Катберт (яп. マシュウ・カスバート, Mashū Kasubāto)
Сейю: Ясунорі Мацумото
Прийомний батько Енн, який швидко проймається до неї симпатією і намагається пом'якшити реакцію Марілли на Енн. Він брат Марілли та двоюрідний брат Енн, як і Марілла, і не має жодних вагань щодо того, щоб «балувати» її та потурати їй красивим одягом та вишуканим взуттям.
Діана Баррі (яп. ダイアナ・バーリー, Daiana Bārī)
Сейю: Юме Міямото
Найближча подруга Енн, з якою вона знайомиться на початку свого перебування в Зелених Дахах. Вона одна з небагатьох дівчаток ровесників Енн, які живуть у цьому районі. Хоча вона не має такої ж яскравої уяви, як Енн, вона залишається вірною подругою.
Гілберт Блайт (яп. ギルバート・ブライス, Girubāto Buraisu)
Сейю: Наоя Міясе
Тринадцятирічний хлопчик, який дражнить дівчат у місцевій школі та кепкує з волосся Енн, називаючи його «морквою», що призводить до того, що вона розбиває об його голову грифельну дошку, через що він закохується в неї. Через те, що він кепкував з неї та намагався вибачитися, вона відмовляється розмовляти з ним кілька років.
Тедді Філліпс (яп. Teddy Phillips)
Сейю: Теруюкі Танзава
Суворий і непопулярний вчитель в Ейвонлі, який часто неправильно пише ім'я Енн, не додаючи літеру «Е», і карає її та інших за запізнення, що призводить до того, що Енн кілька тижнів відмовляється ходити до школи. Одного разу він покарав Енн за те, що вона втратила самовладання з Гілбертом Блайтом. Його описують як людину, якій бракує дисципліни, і він відкрито «залицяється» до однієї зі своїх старших учениць, Пріссі Ендрюс.
Рейчел Лінд (яп. Rachel Lynde)
Сейю: Кіміко Сайто
Живучи по сусідству з Метью та Маріллою, місіс Лінд відома як пліткарка, але водночас працьовита та благодійна жінка. Хоча її знайомство з Енн починається невдало через прямолінійну критику місіс Лінд та запальний характер Енн, вони незабаром стають досить близькими.
Рубі Гілліс (яп. Ruby Gillis)
Сейю: Сора Амамія
Ще одна подруга Енн. Маючи кількох «дорослих» сестер, Рубі любить ділитися зі своїми подругами своїми знаннями про кавалерів. Вона гарненька та блондинка, але досить легковажна та схильна до істерик.
Джейн Ендрюс (яп. Jane Andrews)
Сейю: Саяка Кікучі
Одна з подруг Енн зі школи, вона проста та розсудлива.
Дж. А. Гаррісон (яп. J.A.ハリソン, J.A. Harrison)
Сейю: Хікарі Ота
Старший чоловік, ексцентричність якого призводить до того, що люди навколо нього не розуміють його, і у нього є папуга на ім'я Джинджер, який різко висловлюється.
Еліза Баррі (яп. Eliza Barry)
Сейю: Рена Маеда
Сувора мати Діани.
Мері Белл (яп. Mary Bell)
Сейю: Сая Хітомі
Джозі Пай (яп. Josie Pye)
Сейю: Акі Сасаморі
Однокласниця, яку зазвичай не люблять інші дівчата (як і її братів та сестер). Джозі пихата, нечесна, гостра на язик і заздрить популярності Енн.
Джиммі Гловер (яп. Jimmy Glover)
Сейю: Шойя Ішіге
Друг Гілберта.
Чарлі Слоун (яп. Charlie Sloane)
Сейю: Чіхару Савашіро
Друг Гілберта, який проводить час з ним та Джиммі.
Керрі Слоун (яп. Carrie Sloane)
Сейю: Сайма Накано
Сестра Чарлі.
Місіс Хезер Хаммонд (яп. Mrs. Heather Hammond)
Сейю: TBA
Енн живе з нею частину свого життя до Зелених Дахів і доглядає за трьома парами близнюків місіс Хаммонд. Енн відправляють до притулку Гоптаун, коли місіс Хаммонд змушена розпустити свій дім після раптової смерті чоловіка.

## Медіа

### Манґа
Адаптація манґи заснована на перекладі 1952 року Ханако Мураока та ілюстрована Акане Хошікубо, почала серіалізацію в онлайн-журналі B's Log Comic видавництва Enterbrain 5 січня 2025 року.

### Аніме
Нову адаптацію аніме-телесеріалу роману Люсі Мод Монтгомері «Енн із Зелених Дахів» було анонсовано 20 листопада 2024 року. Серіал створено студією The Answer Studio та режисером Хіроші Кавамата, дизайн персонажів розробив Кенічі Цучія, а музику написала Мічіру Ошіма. Прем'єра серіалу відбулася 5 квітня 2025 року на каналі NHK Educational TV і він складатиметься з 24 епізодів. Початкова пісня серіалу — «Yokan» (яп. 予感, Передчуття) у виконанні Тота, а кінцева пісня — «Heart», у виконанні Laura day romance. Crunchyroll транслює серіал. Medialink ліцензувала серіал у Південно-Східній Азії для трансляції на YouTube-каналі Ani-One Asia.

#### Серії
| № серії | Назва серії | Режисер(и)      | Сценарист(и)    | Режисер(и) анімації | Оригінальна дата показу |
| --- | --- | --------------- | --------------- | ------------------- | ----------------------- |
| 1 | «Дивний новий світ» Транслітерація: «Sekai tte, Totemo Omoshiroi Tokone» (яп. 世界って、とてもおもしろいとこね) | Хіроші Кавамата | Нацуко Такахаші | Хіроші Кавамата     | 5 квітня 2025           |
| 11-річна Енн Ширлі з Нової Шотландії прибуває на Острів Принца Едварда з притулку, попрощавшись з місіс Спенсер. На вокзалі вона радісно зустрічає Метью Катберта. Марілла повідомляє Рейчел Лінд, що вони беруть на виховання «маленького хлопчика-сироту». Дорогою до Зелених Дахів Енн швидко зачаровує Метью своєю живою уявою, даючи назви місцевим краєвидам та ділячись своїми переживаннями. У Зелених Дахах Марілла запитує про «хлопчика», Метью починає пояснювати, що сталося, і Енн відчуває себе небажаною. Вона називає своє справжнє ім'я, просячи писати його «Енн», а не «Анн». Пізніше вона відмовляється від вечері та лягає спати, плачучи. Вранці Енн приймає новий день, але вирішує не виходити, вважаючи, що це її останній день тут. Вони їдуть до місіс Спенсер, щоб повернути Енн, і вона неохоче розповідає про себе. Приїхавши, Енн лякається місіс Блюетт, і Марілла забирає її назад до Зелених Дахів. Згодом Марілла каже Метью, що не впевнена щодо виховання Енн, а Енн молиться про краще майбутнє. | |                 |                 |                     |                         |
| 2 | «Я люблю гарні речі» Транслітерація: «Atashi, Kireina Mono ga Suki» (яп. あたし、きれいなものが好き) | Хігашіо Ямаучі  | Нацуко Такахаші | Хіроші Кавамата     | 12 квітня 2025          |
| Енн починає свій день з роботи на фермі, а потім снідає з Маріллою та Метью. Вона запитує, чи відправлять її назад, і Марілла відповідає, що вона залишиться, якщо буде «слухняною дівчинкою». Вона просить Енн називати її просто «Марілла». Рейчел застерігає Маріллу щодо Енн, але Марілла наполягає на своєму рішенні. Після того, як Рейчел критикує зовнішність Енн, зокрема її волосся, Енн розлючується, заявляючи, що ненавидить Рейчел, ображає її та каже, що ніколи не пробачить. Марілла докоряє Рейчел за її слова. Пізніше Енн відмовляється вибачатися, незважаючи на прохання Марілли. Наступного дня Метью радить їй вибачитися, і вона погоджується, влаштовуючи для Рейчел цілу виставу. Дорогою назад Енн та Марілла розмовляють. Наступного дня Енн йде до недільної школи у квітковому вінку, за що Марілла її сварить. Енн вибачається і каже, що її слід відправити назад до притулку, але Марілла відкидає цю ідею. Енн знайомиться з Діаною Баррі, і вони швидко стають найкращими подругами, укладаючи обіцянку бути вірними подругами навіки. Після цього Енн розповідає Маріллі, яка чудова Діана. Метью дарує Енн солодощі. | |                 |                 |                     |                         |
| 3 | «Передчуття – половина задоволення» Транслітерація: «Nanika o Tanoshiminishitematsu to iu koto ga, Sono Ureshī Koto no Hanbun ni Ataru Noyo» (яп. 何かを楽しみにして待つということが、その嬉しいことの半分に当たるのよ)                                                             | Масакі Сугіяма  | Хірамі До       | Дзюнічі Тогава      | 19 квітня 2025          |
| Картина, яку намалювала Діана, висить у кімнаті Енн. Енн розповідає Маріллі, що її запросили на пікнік недільної школи, і Марілла погоджується. Коли Марілла згадує про свою зниклу брошку, Енн зізнається, що один раз одягала її, а потім повернула. Після повторних пошуків Марілла наказує Енн залишатися у своїй кімнаті, доки вона не «скаже правду». Вона розмовляє про це з Метью. Наступного ранку Марілла каже Енн, що вона не піде на пікнік, якщо не зізнається. Ще через ранок Енн каже Маріллі, що взяла брошку, але Марілла все одно не дозволяє їй піти. Через деякий час Марілла знаходить брошку у своїй кімнаті. Енн зізнається, що дала неправдиве зізнання, яке вона репетирувала напередодні ввечері. Енн їде на пікнік і знайомиться з іншими дівчатами її віку з околиць. Наступного дня Енн вперше йде до школи в Ейвонлі. Енн демонструє класу свої знання з географії та читає вірш. Вона ділиться своїм обідом з Діаною та іншими сусідськими дівчатами. Гілберт Блайт, 14-річний хлопчик, починає ходити до школи наступного дня. Коли він кепкує з волосся Енн, вона розбиває об його голову грифельну дошку. Він намагається взяти на себе відповідальність, але містер Філліпс карає її. Гілберт намагається вибачитися, але вона відмовляється прийняти його вибачення. Вона повертається до дзвінка, але містер Філліпс садить її серед хлопців як покарання. Вона тікає та клянеться ніколи більше не повертатися до школи. | |                 |                 |                     |                         |
| 4 | «У такому цікавому світі довго сумувати неможливо» Транслітерація: «Kon'na Omoshiroi Sekai de, Itsu Made mo Kanashinjai Rarenai Wa» (яп. こんなおもしろい世界で、いつまでも悲しんじゃいられないわ)                                                                                  | Хіромічі Матано | Rinrin          | Йошіакі Окумура     | 26 квітня 2025          |
| Рейчел радить Маріллі не пускати Енн до школи тиждень. Діана приходить на чаювання, Енн наливає те, що вона вважає малиновим кордіалом, але насправді це смородинове вино. Через це мати Діани забороняє Енн розмовляти чи бачитися з Діаною. Обидві дівчинки обіцяють ніколи не забувати одна одну, прощаються, але перед цим Енн цілує Діану в лоб і бере пасмо її волосся. Наступного дня Енн вирішує піти до школи і намагається поводитися як зразкова учениця. Інші учні дарують їй подарунки. Наступного дня Діана та Енн обмінюються листами, а Енн відмовляється розмовляти з Гілбертом, при цьому обидві отримують високі оцінки в класі. Показано, що Енн таємно листується з Діаною, і Енн сумує, що не може з нею розмовляти. Взимку Енн допомагає лікувати сестру Діани, Мінні Мей, яка захворіла на круп, використовуючи іпекакуану, а Метью привозить лікаря з сусіднього міста. Метью та Енн повертаються додому. Пізніше Діана та Енн знову починають спілкуватися, оскільки мати Діани вдячна Енн за допомогу Мінні. Енн захоплено розповідає Метью та Маріллі про час, проведений з Діаною. Вона читає листа, який дала їй Діана, і засинає. | |                 |                 |                     |                         |
| 5 | «Погляньмо на світлу сторону речей» Транслітерація: «Mono-goto no Akarui hō o Kangaemashou» (яп. ものごとの明るいほうを考えましょう) | Шігекі Аваї     | Нацуко Такахаші | Хідеакі Уехара      | 3 травня 2025           |
| Енн згадує, як містер Філліпс їхав, і як Рубі плакала, прощаючись з ним. Вона зауважує, що потім вони зустріли міністра та його дружину, висловлюючи своє захоплення її вбранням, особливо рукавами-буфами. Пізніше Енн та інші дівчата грають у гру на сміливість: Діана ходить на одній нозі, Джозі йде по паркану. Попри благання Діани, Енн вилазить драбиною на дах, щоб пройтися по гребеню, кажучи, що на кону її честь, і падає, травмувавши щиколотку. Шість тижнів вона проводить у ліжку, і її відвідують мешканці острова. Діана приносить їй книгу «Сад троянд» Шарлотти Е. Морган. Після повного одужання Енн повертається до школи та знайомиться з новою вчителькою, міс Стейсі. В обідню перерву вона їсть з іншими дівчатами. На різдвяний концерт Енн отримує сукню з рукавами-буфами для декламації вірша «Спогади» і долає свій страх перед сценою, побачивши Маріллу та Метью в залі. Енн підбадьорює Діану перед її співом «Острівного гімну». Після виступу Енн та Діана хвалять одна одну, і стає відомо, що Гілберт підібрав троянду, яка була у волоссі Енн. Метью та Марілла погоджуються, що Енн повинна поїхати до Королівської академії. | |                 |                 |                     |                         |
| 6 | «Я думала, ніщо не може бути таким поганим, як руде волосся» Транслітерація: «Akage kurai, iyana mono wa nai to omotte ita no» (яп. 赤毛くらい、いやなものはないと思っていたの) | Шінджі Сано     | Хірамі До       | Йо Міура            | 10 травня 2025          |
| Енн дізнається, що ні Метью, ні Марілла не одружені, і вона бореться з ідеєю для розповіді. Діана хвилюється через це, і дорогою до школи вони бачать норку. Пізніше Енн ділиться своєю ідеєю розповіді з Діаною, додаючи, що героїня її історії не матиме рудого волосся, а буде золотоволосою або чорнявою. Енн питає Рубі про те, як її сестрам робили пропозиції, щоб отримати ідеї для своєї історії. Пізно вночі Енн продовжує писати свою розповідь. Наступного дня вона ділиться деталями історії з Діаною, інші дівчата слухають її, захоплюються, і так починається літературний гурток. Наступного дня Діана читає свою історію перед класом. Міс Стейсі каже, що Енн має лідерські здібності. Того вечора Марілла сміється над деякими історіями, які написала Енн. Через деякий час Марілла знаходить Енн у її кімнаті та виявляє, що вона частково пофарбувала волосся, і Марілла намагається змити фарбу. Діана каже Енн не впадати у відчай через волосся, а пізніше Енн просить Маріллу відрізати його. Наступного дня вона приходить до класу з коротким волоссям, чим дивує своїх однокласників. | |                 |                 |                     |                         |
| 7 | «Я робила помилки, але кожна помилка допомогла мені позбутися недоліків» Транслітерація: «Shippai Bakari Shite Kitakedo, Hitotsu Suru Tabi ni Jibun no Warui Bubun ga Naotte Iku no» (яп. 失敗ばかりしてきたけど、一つするたびに自分の悪い部分が直っていくの)                       | Масакі Сугіяма  | Rinrin          | Хіроші Кавамата     | 17 травня 2025          |
| Енн рятує Гілберт після невдалої гри, але вона залишається впертою і відмовляється прийняти його пропозицію дружби після спроби вибачення. Однак вона шкодує, що не пробачила його. Пізніше Джейн заявляє, що ніколи не вийде заміж, а Метью знепритомнює від нападу, що викликає занепокоєння у Марілли та Енн. | |                 |                 |                     |                         |
| 8 | «Не хочу бути ніким, крім себе» Транслітерація: «Atashi wa, jibun no ta, darenimo naritakunai wa» (яп. あたしは、自分の他、誰にもなりたくないわ) | Масахіро Хосода | Нацуко Такахаші | Мінору Охара        | 24 травня 2025          |
| Енн посідає перше місце на іспитах до Королівської академії разом з Гілбертом, але лише її просять продекламувати вірш. Її виступ іде після професіоналки, місіс Еванс, яка декламує «Квітка, що посміхається сьогодні». Енн потім читає уривок з «Обітниці діви» Кароліни Оліфант, а на біс декламує вірш Гілера Беллока «Жаба» у стилі вікторіанського мюзик-холу. При цьому Гілберт, батьки Енн та вся публіка задоволені тим, як пройшов виступ. Весь цей час Енн розмірковує про те, що вона робитиме в Королівській академії, оскільки її цілі починають змінюватися. | |                 |                 |                     |                         |
| 9 | «Наступна спроба: краще спробувати і програти, ніж не спробувати взагалі» Транслітерація: «Isshōkenmei ni yatte katsu koto no tsugini ī no wa, isshōkenmei yatte makeru kotona no yo» (яп. 一生懸命にやって勝つことの次にいいのは、一生懸命やって負けることなのよ)                  | Шінджі Сано     | Rinrin          | Хіроші Кавамата     | 31 травня 2025          |
| Енн починає навчання в Королівській академії, прагнучи отримати ліцензію вчителя, тоді як Марілла та Метью сумують за нею. Рубі та Джейн навчаються там само, заохочуючи її дружити з Гілбертом. Енн пише Діані про свій час в академії, зізнаючись у самотності, але радіючи присутності Гілберта у своєму класі як знайомого обличчя. Вона сумує за домом і плаче, пишучи листа Діані. Енн спілкується з двома іншими дівчатами у своєму класі: Стеллою та Прісциллою. На Різдво Енн повертається до Зелених Дахів і зустрічається з Діаною. Пізніше, навесні, Діана читає листа від Енн. Через деякий час Енн дізнається, що вона виграла стипендію Ейвері для Редмондського коледжу, тоді як Гілберт став золотим медалістом. Енн закінчує навчання і повертається до Зелених Дахів разом з Маріллою та Метью. Енн дізнається, що Гілберт викладатиме і не поїде до Редмонда, а здоров'я Марілли та Метью погіршується. Енн і Діана проводять день разом. Метью та Енн щиро розмовляють. | |                 |                 |                     |                         |
| 10 | «Я не знаю, що чекає за поворотом, але віритиму, що там найкраще» Транслітерація: «Magarikado o Magatta Saki ni Nani ga Aru ka wa, Wakaranai Demo, Kitto Ichiban Yoi Mono ni Chigainai no» (яп. 曲がり角をまがった先に何があるかは、わからないでも、きっと一番良いものに違いないの) | Буде визначено  | Буде визначено  | Буде оголошено      | 7 червня 2025           |
| Після того, як Енн повертається з Квінса, Метью раптово падає на землю, прочитавши газету. Пізніше з'ясовується, що він помер від раптового серцевого нападу. Енн понуро збирає квіти, і відбувається похорон. Діана продовжує підтримувати Енн, а Марілла та Енн обіймають одна одну, і Марілла рада, що Енн поруч. Згодом труну з тілом Метью виносять із Зелених Дахів у похоронній процесії. Через деякий час Енн знову починає радіти життю: вона садить шотландські троянди біля могили Метью і вплітає пуп'янки жимолості у волосся Марілли. На превеликий подив Марілли, Енн повідомляє, що не поїде до Редмондського коледжу, а залишиться в Зелених Дахах, щоб піклуватися про неї, викладати в Ейвонлі та відвідувати курси в Кармоді. Зрештою, Марілла приймає це. Коли Енн дізнається про те, що Гілберт зробив для неї, вона відчуває вдячність, пробачає йому глузування з її волосся, і вони обіцяють бути найкращими друзями. Пізніше Марілла дражнить Енн через те, скільки часу вона проводить у розмовах з Гілбертом, і та червоніє. | |                 |                 |                     |                         |
| 11 | «I’d Like to Add Some Beauty to Life» Транслітерація: «Atashi wa Jinsei o Utsukushī Mono ni Shitai no» (яп. あたしは人生を美しいものにしたいの) | Буде визначено  | Буде визначено  | Буде оголошено      | 14 червня 2025          |

## Сприйняття
До прем'єри серіалу Ребекка Сілверман з «Anime News Network» зазначила, що, хоча оригінальна аніме-версія займає «особливе місце» в її серці, вона не відчувала «надзвичайного захоплення щодо цієї нової адаптації». При цьому вона підкреслила, що багато «сучасних героїнь завдячують своїм корінням саме Енн» і додала, що тизери та трейлери серіалу значною мірою «натхненні оригінальними дизайнами 1977 року Йошіфумі Кондо», що відображається в образах із «чарівно старомодним, пасторальним відчуттям». Вона підсумувала, висловивши думку, що якщо серіалу вдасться «передати хоча б половину чарівності першоджерела, він може стати чимось справді особливим».
Після прем'єри серіалу Сілверман зробила огляд перших двох епізодів аніме, зазначивши необхідність врахування «того, що було скорочено» в цій адаптації. Вона зауважила, що епізоди, присвячені «відвідуванню Енн церкви… подані стисло», водночас високо оцінивши персонажів серіалу та озвучення Хоноки Іноуе. Критик стверджувала, що «моменти, обрані для анімації, є ідеальними» і додала, що серіал «передає красу тексту Монтгомері». У своєму огляді третього епізоду Сілверман назвала його «прекрасним дослідженням різних граней характеру Енн», включно зі знаковою сценою розбиття Енн грифельної дошки об голову Гілберта. Вона зазначила, що більшість виключеного матеріалу стосується «релігійних аспектів» і назвала доречним те, що в цьому епізоді Енн цитує уривок з віршованої драми Роберта Браунінга під назвою «Піппа проходить».

## Нотатки
1. 1 2 3  Інформація про виробничий персонал взята з фінальних титрів кожного епізодуХіроакі Йосікава